# Xenocephalus cribratus
Xenocephalus cribratus is een straalvinnige vissensoort uit de familie van de sterrekijkers (Uranoscopidae). De wetenschappelijke naam van de soort is voor het eerst geldig gepubliceerd in 1989 door Kishimoto.